# Schwepnitz
Schwepnitz es un municipio situado en el distrito de Bautzen, en el estado federado de Sajonia (Alemania), a una altitud de 150 metros. Su población a finales de 2016 era de unos 2500 habs. y su densidad poblacional, 50 hab/km².